# Erik Forssman

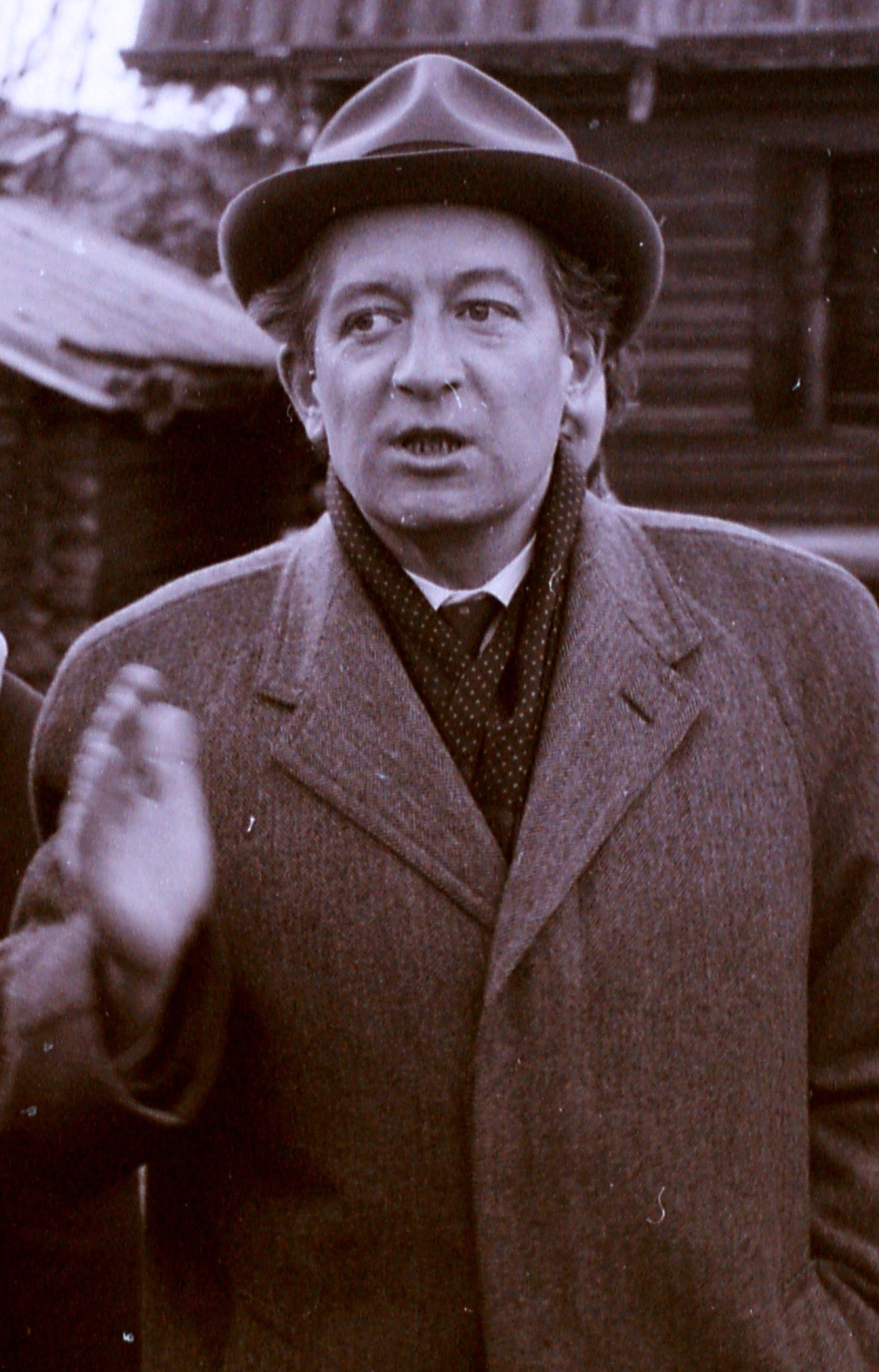
Erik Forssman

Erik Forssman, född 27 december 1915 i Berlin, död 2011 i Freiburg im Breisgau, var en svensk konsthistoriker.
Erik Forssman var son till den svenske ingenjören Villehad Forssman och Anna Katarina Pasch samt växte upp i Kassel. Han studerade konsthistoria, germanistik och filosofi i Leipzig. Efter andra världskriget studerade han vidare i Sverige. Han blev filosofie kandidat 1948, filosofie licentiat 1951 och disputerade för filosofie doktorsgrad 1956, allt vid Stockholms högskola. Han blev 1956 docent i konsthistoria med konstteori vid samma lärosäte och var 1957-1971 intendent vid  Zornsamlingarna i Mora. Han återvände sedan till Tyskland, där han var professor i konsthistoria vid Freiburgs universitet 1971–1984.